# Église Sainte-Reine de Levallois-Perret
L’église Sainte-Reine de Levallois-Perret est une église catholique située à Levallois-Perret dans les Hauts-de-Seine, en France. Elle dépend de la paroisse Saint-Justin de Levallois-Perret et du diocèse de Nanterre.

## Description
Elle est située à l'extrémité de la fourche formée par la rue Paul-Vaillant-Couturier et la rue Collange.
La Croix de Résurrection sur le fronton a été conçue par Odette Lecerf et réalisée par Olivier Loiseau.
Elle est ornée d'une statue-reliquaire de la Sainte Vierge, datant du XIXe siècle.
Les vitraux en dalle de verre (réalisés par l'atelier des frères Mauméjean) et le chemin de croix ont été conçus par le peintre Jean Bouvier.

## Historique
L'église a été construite en 1956 par l'Œuvre des Chantiers du Cardinal, et bénie en juin 1957.

## Paroisse
Avec les églises Saint-Justin et Sainte-Bernadette, elle appartient à la paroisse Saint-Justin du diocèse de Nanterre.

## Pour approfondir